# Трубилин, Евгений Иванович
Евгений Иванович Трубилин (1956—2021) — российский инженер, профессор, доктор технических наук, заслуженный деятель науки Кубани.

## Биография
Высшее образование получил в Кубанском сельскохозяйственном институте по специальности «механизация сельского хозяйства». В 1985 году защитил кандидатскую диссертацию «Совершенствование технологического процесса работы ротационного культиватора для обработки приствольных полос в садах», а в 1996 году — докторскую диссертацию «Механико-технологическое обоснование и разработка энергосберегающей технологии использования соломы на удобрение». Преподавал в Кубанском государственном аграрном университете, заведующий кафедрой процессов и машин в агробизнесе Кубанского государственного аграрного университета. Скончался в 2021 году.

## Научная деятельность
Областью научных интересов ученого являлись разработка и совершенствование сельскохозяйственной техники, а также создание энергосберегающих технологий уборки незерновой части урожая.
Является автором более 300 научных работ, 12 монографий и 8 учебных пособий. Под научным руководством Е. И. Трубилина подготовлены 4 доктора и 7 кандидатов технических наук.

### Критика
По данным вольного сетевого сообщества «Диссернет», являлся научным руководителем на защите двух кандидатских диссертаций, которые содержат масштабные заимствования, не оформленные как цитаты.

### Некоторые публикации
- Труфляк Е. В., Трубилин Е. И. Современные зерноуборочные комбайны. Учебное пособие. — Лань, 2020. — 320 с. — ISBN 978-5-8114-2448-1.
- Труфляк Е. В., Трубилин Е. И. Техническое обеспечение точного земледелия. Лабораторный практикум. Учебное пособие. — Лань, 2017. — 172 с. — ISBN 978-5-8114-2633-1.
- Труфляк Е. В., Трубилин Е. И. Точное земледелие. Учебное пособие / Ред. Макаров С. В.. — Лань, 2019. — 376 с. — ISBN 978-5-8114-2423-8.
- Абликов В. А., Северин Ю. Д., Трубилин Е. И. Сельскохозяйственные машины. Учеб. пособие. — Краснодар: КГАУ, 1998.
- Фортуна В. И., Маслов Г. Г., Трубилин Е. И. Основы внедрения прогрессивных технологий возделывания и уборки сельскохозяйственных культур и их обеспечение. Учеб. пособие для с.-х. вузов и для системы повышения квалификации. — Краснодар: КГАУ, 1995. — 140 с.
- Трубилин Е. И., Виневский Е. И. Перевозка грузов сельскохозяйственного назначения [Текст] : учебное пособие — Краснодар: КубГАУ, 2018. — 234 с. ISBN 978-5-00097-317-2

## Награды
- Премия администрации Краснодарского края в области науки (1998, 2005 годы)
- Заслуженный работник высшей школы Российской Федерации[7]
- Почётный работник высшего профессионального образования[7]
- Заслуженный деятель науки Кубани[7]
- Благодарность Президента Российской Федерации за достигнутые трудовые успехи, многолетнюю добросовестную работу и активную общественную деятельность (2014)[8]